# Cócito
O rio Cócito ou Cocytos (em grego:  Κωκυτός, transl.: Kōkytós), na mitologia grega, é um dos rios do Hades, o rio das lamentações.

## Rio Cócito na Divina Comédia
A Divina Comédia de Dante Alighieri envolve tradições gregas e católicas, na primeira parte da obra (Inferno): o rio Cócito é um rio de gelo no 9°Círculo do inferno, onde estão os traidores, nesse rio estão 4 esferas por onde eles se distribuem, e é inclusive a morada de Lúcifer.

### Outros rios do Hades
- Aqueronte
- Erídano
- Flegetonte
- Lete